# Carlos Manuel Arana Osorio
Carlos Manuel Arana Osorio (Barberena, 17 de julho de 1918 – Cidade da Guatemala, 6 de dezembro de 2003) foi Presidente da Guatemala de 1 de julho de 1970 a 1 de julho de 1974.

## Vida
Foi presidente da Guatemala de 1970 a 1974. Seu governo aplicou torturas, desaparecimentos e assassinatos contra adversários políticos e militares, bem como a criminosos comuns.
Arana nasceu em Barberena, no departamento de Santa Rosa. Coronel do Exército, ele supervisionou os esforços de contra-insurgência em Zacapa e Izabal, onde milhares foram mortos pelos militares de 1966 a 1968. Em julho de 1970, ele se tornou presidente após um processo eleitoral geralmente considerado "não transparente" em uma plataforma que prometia repressão em questões de lei e ordem e estabilidade; seu vice-presidente foi Eduardo Cáceres.
Em novembro de 1970, Arana impôs um "estado de sítio" que foi seguido por medidas de contra-insurgência intensificadas. Seu governo cometeu graves violações dos direitos humanos e usou o terrorismo de estado em sua guerra contra as guerrilhas, incluindo "esquadrões da morte" patrocinados pelo governo. Forças de segurança regularmente detidas, desaparecidas, torturadas e executadas extrajudicialmente oponentes políticos, líderes estudantis, suspeitos de simpatizantes da guerrilha e sindicalistas. O governo de Arana recebeu apoio militar em larga escala dos Estados Unidos, incluindo armas, suporte técnico e conselheiros militares. A Comissão de Direitos Humanos da Guatemala estimou que 20 000 guatemaltecos foram mortos ou "desapareceram" durante o governo Arana. 
Carlos Arana, um maçom, foi o primeiro de uma série de governantes militares do Partido Democrático Institucional que dominaria a política guatemalteca nas décadas de 1970 e 1980 (seu antecessor, Julio César Méndez , embora dominado pelo exército, era um civil). Ele também serviu como embaixador na Nicarágua.